# Palazzo Rosendal
Il Palazzo Rosendal (svedese: Rosendals slott) è un padiglione reale svedese situato nell'isola di Djurgården, nel centro di Stoccolma. Venne costruito tra il 1823 e il 1827 per Jean-Baptiste Jules Bernadotte, primo della Casata Bernadotte di Svezia, con il nome di Carlo XIV di Svezia. Venne costruito come luogo in cui rifugiarsi dalle formalità della vita di corte del Palazzo Reale di Stoccolma.
Il Palazzo Rosendal attuale è stato progettato in gran parte da Fredrik Blom, uno dei principali architetti dell'epoca, che ricevette una commissione reale per progettare e costruire il palazzo dopo che l'edificio originale era stato distrutto da un incendio. Fredrik August Lidströmer, architetto di città di Stoccolma dal 1818 al 1824 era stato il principale architetto del Palazzo Rosendal originale. Dopo che venne distrutto da un incendio nel 1819, Lidströmer disegnò anche i piani iniziali per il nuovo palazzo. Questi vennero adattati e ridisegnati da Fredrik Blom, che era stato un assistente di Jonas Lidströmer, padre di Fredrik August Lidströmer. Il padiglione della regina (svedese: Drottningpaviljongen) e il Cottage della Guardia (svedese: Vaktstugan) sono completamente opera di Fredrik August Lidströmer.
La creazione del Palazzo Rosendl nel 1820 segnò l'inizio dello sviluppo di Djurgården in una maestosa area residenziale. Alla morte di Oscar II nel 1907 i suoi eredi decisero di trasformare Palazzo Rosendal in un museo del periodo di Carlo XIV, rendendolo una testimonianza unica dello stile Impero in Svezia, noto anche come stile Karl Johan. Questo rimase popolare in Svezia anche dopo esser passato di moda in altre regioni europee.
Il palazzo è conservato tutt'oggi come era all'epoca di Carlo XIV e nei mesi estivi viene aperto per visite guidate.